# Andreas Schillack (Widerstandskämpfer, 1898)
Andreas Schillack (* 29. November 1898 in Allenstein; † 20. Oktober 1944 in München) war deutscher Bergmann, Kommunist und Lokalpolitiker. Er wurde als Mitglied der Widerstandsgruppe um Franz Zielasko als Opfer der NS-Justiz in München-Stadelheim hingerichtet.

## Leben und Wirken
Andreas Schillack wurde in Deuthen/Allenstein in Ostpreußen geboren. 1921 kam er in die Gemeinde Herringen, wo er als Bergmann arbeitete. Er war ab 1928 Mitglied der Kommunistischen Partei Deutschlands (KPD). Außerdem war er Mitglied der Vereinigung proletarischer Freidenker, des Rotfrontkämpferbundes und im Kampfbund gegen den Faschismus. Ab 1929 saß er für die KPD im Gemeinderat Herringens, trat jedoch bereits 1932, noch vor der Machtergreifung durch die Nazis aus der Partei aus. Vom 14. Oktober 1933 bis zum 10. Januar 1934 war Schillack aufgrund seiner oppositionellen Einstellung zum Nationalsozialismus in Konzentrationslagern inhaftiert. Zuerst saß Schillack im KZ Bergkamen-Schönhausen, kurz danach in Pelkum und zuletzt im KZ Oranienburg. In den folgenden Jahren zog Schillack wiederholt um. Letzter Wohnort war der Herringer Weg 4 in Hamm.
1943 versuchte der aus der Sowjetunion eingereiste Franz Zielasko in Westfalen eine Widerstandsgruppe zu etablieren. Andreas Schillack gehörte wie sein gleichnamiger Neffe Andreas Schillack jun. zu Zielaskos Unterstützern. Nachdem die Gruppe im August 1943 aufgeflogen und von der Gestapo zerschlagen worden war, wurden beide Schillacks verhaftet. Vor dem Volksgerichtshof wurden sie wegen „Hochverrat und Feindbegünstigung“ zum Tode verurteilt und am 20. Oktober 1944 in München-Stadelheim mit weiteren Mitangeklagten der Gruppe Zielasko wie Friedrich Struckmeier, Gerhard Possner und Erich Porsch hingerichtet.

## Ehrungen
- Andreas Schillack zu Ehren wurde 2011 in Hamm ein Fuß- und Radweg, der Andreas-Schillack-Weg nach ihm benannt.[4][5]
- An Schillacks letztem Wohnsitz Herringer Weg 4 in Hamm wurde am 2. Juni 2009 ein Stolperstein zum Gedenken verlegt.[6]